# Mistów
Mistów is een plaats in het Poolse district Miński, woiwodschap Mazovië. De plaats maakt deel uit van de gemeente Jakubów en telt 410 inwoners.